# Бустрик
Бустрик (пол. Bustryk) — село в Польщі, у гміні Поронін Татранського повіту Малопольського воєводства.
Населення — 832 особи (2011).
У 1975-1998 роках село належало до Новосондецького воєводства.

## Демографія
Демографічна структура станом на 31 березня 2011 року:
|          | Загалом | Допрацездатний вік | Працездатний вік | Постпрацездатний вік |
| -------- | ------- | ------------------ | ---------------- | -------------------- |
| Чоловіки | 397     | 96                 | 274              | 27                   |
| Жінки    | 435     | 91                 | 263              | 81                   |
| Разом    | 832     | 187                | 537              | 108                  |